# Frederick Reines
Frederick Reines (16. března 1918 – 26. srpna 1998) byl americký fyzik, nositel Nobelovy ceny za fyziku z roku 1995 za průkopnické experimentální příspěvky leptonové fyzice, především za detekci neutrina. Spolu s ním získal v roce 1995 Nobelovu cenu za fyziku Martin Lewis Perl.

## Život
Frederick Reines se narodil v Patersonu v New Jersey 16. března 1918 jako nejmladší ze 4 dětí. Rodiče pocházeli z malého městečka v Rusku, odkud následně emigrovali do USA. Díky zapálení sourozenců do učení, kdy sestra byla doktorka a bratři právníci, měl vždy bližší vztah ke knihám. Dostal se na střední, kde se mu zalíbila fyzika. Zalíbil se tamějším učitelům a získal volný přístup do školní laboratoře. Fyzika se mu zalíbila natolik, že se dostal na MIT. Tam se zúčastnil experimentu o kosmickém záření.